# Arachosia minensis
Arachosia minensis är en spindelart som först beskrevs av Cândido Firmino de Mello-Leitão 1926.  
Arachosia minensis ingår i släktet Arachosia och familjen spökspindlar. Inga underarter finns listade i Catalogue of Life.